# Archingeay
Archingeay is een gemeente in het Franse departement Charente-Maritime (regio Nouvelle-Aquitaine) en telt 519 inwoners (1999). De plaats maakt deel uit van het arrondissement Saint-Jean-d'Angély.

## Geografie
De oppervlakte van Archingeay bedraagt 16,8 km², de bevolkingsdichtheid is 30,9 inwoners per km².
De onderstaande kaart toont de ligging van Archingeay met de belangrijkste infrastructuur en aangrenzende gemeenten.

## Demografie
Onderstaande figuur toont het verloop van het inwonertal (bron: INSEE-tellingen).